# Magdalene (album)
Magdalene è il secondo album in studio della cantante britannica FKA twigs, pubblicato l'8 novembre 2019 dall'etichetta discografica Young Turks.
| Recensione    | Giudizio |
| ------------- | -------- |
| Metacritic    | 88/100   |
| AllMusic      | [ 8 ]    |
| Loud and Quet | 10/10    |
| Ondarock      | 7.5/10   |
| Pitchfork     | 9.4/10   |
| PopMatters    | 9/10     |
| Sputnikmusic  | [ 4 ]    |

## Tracce
1. Thousand Eyes – 5:00
2. Home with You – 3:44
3. Sad Day – 4:15
4. Holy Terrain (featuring Future) – 4:03
5. Mary Magdalene – 5:21
6. Fallen Alien – 3:58
7. Mirrored Heart – 4:32
8. Daybed – 4:31
9. Cellophane – 3:24

## Classifiche
| Classifica (2019) | Posizione massima |
| ----------------- | ----------------- |
| Australia         | 22                |
| Austria           | 56                |
| Belgio (Fiandre)  | 23                |
| Belgio (Vallonia) | 76                |
| Canada            | 57                |
| Francia           | 113               |
| Germania          | 78                |
| Giappone          | 118               |
| Irlanda           | 39                |
| Italia            | 76                |
| Lituania          | 19                |
| Nuova Zelanda     | 27                |
| Paesi Bassi       | 55                |
| Portogallo        | 8                 |
| Regno Unito       | 21                |
| Stati Uniti       | 54                |
| Svizzera          | 60                |